# NGC 5616
NGC 5616 је спирална галаксија у сазвежђу Волар која се налази на NGC листи објеката дубоког неба.
Деклинација објекта је + 36° 27' 41" а ректасцензија 14h 24m 20,6s. Привидна величина (магнитуда) објекта NGC 5616 износи 13,8 а фотографска магнитуда 14,6. NGC 5616 је још познат и под ознакама UGC 9231, MCG 6-32-26, CGCG 192-15, IRAS 14222+3641, PGC 51448.